# Carmelo Cedrún
Carmelo Cedrún Otxandategi, noto solo come Carmelo (Amorebieta, 6 dicembre 1930), è un allenatore di calcio ed ex calciatore spagnolo, di ruolo portiere.

## Biografia
È il padre dell'ex portiere Andoni Cedrún e fratello del portiere Serafín.

## Carriera

### Giocatore

#### Club
Portiere cresciuto tra le file dell'Athletic Bilbao, debutta con la prima squadra nella Primera División spagnola il 15 aprile 1951 nella partita Athletic-Siviglia 3-0.
Diventa baluardo irremovibile della porta della squadra basca, militandovi per ben 14 stagioni, conquistando tre coppe del Generalisimo ed un campionato.
Al termine della carriera si trasferisce all'Espanyol e poi disputa la sua ultima stagione agonistica negli U.S.A. con i Baltimore Bays. Con Bays ottiene il quarto posto della Atlantic Division, non accedendo così alla parte finale del torneo.

#### Nazionale
Ha debuttato con le Furie Rosse il 14 marzo 1954 contro la selezione turca, ed ha partecipato al Campionato mondiale di calcio 1962 in Cile.

### Allenatore
Intraprende poi la carriera di allenatore, guidando squadre di categorie minori, tra cui Real Jaén, CD Logroñés e Barakaldo, ottenendo con quest'ultimo la promozione in Segunda División spagnola, arrivando poi ad allenare Real Murcia e Celta Vigo.

## Palmarès
- Campionato spagnolo: 1

Athletic Bilbao: 1955-1956
- Coppa di Spagna: 3

Athletic Bilbao: 1955, 1956 e 1958